# Edson Araújo
Edson Araújo da Silva (* 26. Juli 1980 in São Paulo) ist ein ehemaliger brasilianischer Fußballspieler.

## Karriere
Araújo begann seine Karriere 2000 beim Erstligisten Portuguesa. Am Ende der Série A 2002 stieg der Verein in die zweite Liga ab. Im Sommer 2003 wechselte er zum japanischen Zweitligisten Ōmiya Ardija. 2004 kehrte er nach Brasilien zurück und unterschrieb einen Vertrag beim Erstligisten SC Corinthians. Danach spielte er beim Zweitligisten Fortaleza EC. 2004 wurde er mit Fortaleza Vizemeister der zweiten Liga und stieg in die erste Liga auf. 2005 wechselte er zu Atlético Mineiro. Am Ende der Série A 2005 stieg der Verein in die zweite Liga ab. 2006 wechselte er zum türkischen Sivasspor. Im Sommer 2006 kehrte er nach Brasilien zurück und unterschrieb einen Vertrag bei Santa Cruz FC. Am Ende der Série A 2006 stieg der Verein in die zweite Liga ab. 2007 wechselte er zu CA Juventus. Von 2008 bis 2009 spielte er bei Daejeon Citizen FC (Südkorea) und Emirates Club (Vereinigten Arabischen Emiraten). Danach spielte er bei Paysandu SC, São José EC und XV de Jaú. Ende 2012 beendete er seine Karriere als Fußballspieler.